# Johann Carl Fuhlrott
Johann Carl Fuhlrott (ur. 31 grudnia 1803 w Leinefelde, zm. 17 października 1877 w Elberfeldzie) – niemiecki antropolog, faktyczny odkrywca neandertalczyka.

## Życiorys
Absolwent matematyki i nauk przyrodniczych uniwersytetu w Bonn, pracował jako nauczyciel liceum w Elberfeldzie. W 1856 robotnicy pobliskiego kamieniołomu wapienia odkryli kości hominida w jaskini w obrębie kamieniołomu, które pokazali znanemu ze swych zainteresowań przyrodniczych Fuhlrottowi. Fuhlrott prawidłowo oznaczył je jako ludzkie, zwracając uwagę, że nie jest to współczesny gatunek człowieka, a jakiś wymarły. Rok później razem z profesorem z Bonn Schaaffhausenem opublikowali artykuł o nowym gatunku człowieka, nazwanego przez nich od miejsca znalezienia neandertalczykiem. Zaklasyfikowanie opisanych szczątków do nowego gatunku ludzkiego wzbudziło wiele kontrowersji i początkowo zostało odrzucone przez większość świata naukowego, jednak bardzo szybko pogląd ten potwierdzono. Wówczas też okazało się, że szczątki neandertalczyka były znajdywane i wcześniej (np. w Gibraltarze), jednak były one mylnie klasyfikowane. 